# Clorur de tionil
El clorur de tionil és un compost inorgànic de fórmula SOCl₂. El SOCl₂ és un reactiu químic usat en les reaccions de cloració. És un líquid transparent a pressió i temperatura ambient, que es descompon al voltant de 140 °C. De vegades el SOCl₂ és confós amb el diclorur sulfuril, SO₂Cl₂, però les propietats químiques d'aquests compostos, S (IV) i S (VI), difereixen significativament.

## Propietats i estructura
La molècula SOCl₂ és piramidal, indicant la presència d'un parell d'electrons al centre del S (IV): en contrast, la molècula de COCl₂ és plana.
El SOCl₂ reacciona amb aigua alliberant clorur d'hidrogen i diòxid de sofre.
H₂O + O = SCl₂ → 2 HCl + SO₂
Atès que té una alta reactivitat amb l'aigua, no es preveu que el SOCl₂ es produeixi en la natura.

## Usos
El clorur de tionil es fa servir generalment per a convertir àcids carboxílics i alcohols en els seus corresponents acil clorur i alquil clorur respectivament. El seu ús és preferit al d'altres reactius com ara el pentaclorur de fòsfor perquè els productes de la reacció del clorur de tionil, HCl i SO₂, són gasosos, simplificant la purificació del producte. L'excés de clorur de tionil pot ser eliminat per destil·lació.
R-COOH + O = SCl₂ → R-COCl + SO₂ + HCl
R-OH + O = SCl₂ → R-Cl + SO₂ + HCl
L'àcid sulfònic reacciona amb el clorur de tionil per produir diclorur de tionil.
El clorur de tionil es fa servir en les bateries de clorur de liti-tionil com el material actiu positiu i el liti, com el negatiu. També és usat com a reactiu per a la producció d'altres compostos químics o materials.
En l'àmbit militar, el clorur de tionil es fa servir en el "di-di", mètode de producció d'agent nerviós de la sèrie G.
El clorur de tionil reacciona amb la foramida primària per formar isocianides.
Les amides reaccionen amb el clorur de tionil per formar "clorur imidoyl". No obstant això, les amides primàries escalfades amb clorur de tionil continuen reaccionant per formar nitrils.

## Síntesi
En la síntesi industrial més important es porta a terme la reacció del triòxid de sofre i del diclorur de sofre.
SO₃+SCl₂ → SOCl₂ + SO₂
Altres mètodes inclouen:
SO₂+PCl₅ → SOCl₂ + POCl₃
SO₂+Cl₂+SCl₂ → 2 SOCl₂
SO₃+Cl₂+2 SCl₂ → 3 SOCl₂
La primera de les tres reaccions anteriorment esmentades també produeix oxiclorur de fòsfor, que s'assembla al clorur de tionil en moltes de les seves reaccions.

## Consideracions de seguretat
El SOCl₂ és tòxic, corrosiu, i lacrimogen. Perillós per la seva inhalació i per contacte amb la pell, major sent olorós.
La producció industrial està controlada sota la Convenció d'Armes Químiques, on apareix enumerada en la taula 3 (són els productes químics que es poden utilitzar com a armes químiques tòxiques per si mateixos o utilitzar-los en la fabricació d'armes químiques però que també tenen grans aplicacions industrials legítimes).